# Samnium

Péninsule italienne vers -400
Celtes d'Italie
Étrusques
Ombriens et Italiques divers
Italiques divers
Romains
Samnites
Messapes et Apuliens
Grecs
Carthaginois

Le Samnium (en osque : Safinim ; en grec ancien : ἡ Σαυνῖτις) est une ancienne région du sud des Apennins, en Italie, que  contrôlaient les Samnites, un groupe de tribus sabelliennes, de 600 à 290 av. J.-C.

## Le territoire desSamnites
Le Samnium était délimité par le Latium au nord, la Lucanie au sud, la Campanie à l'ouest et l'Apulie à l'est. Les principales cités de la région étaient Bovaiamom (renommée Bovianum Undecumanorum par les Latins et Bojano aujourd'hui), Malventum rebaptisée Beneventum, Benevento aujourd'hui).
La capitale de la fédération samnite était Bovaiamom, excepté sur une courte période entre le IVe siècle av. J.-C. et le IIIe siècle av. J.-C., où elle était située à Aquilonia, détruite par les Romains en 293 av. J.-C. La localisation d'Aquilonia est incertaine.

## Un territoire longtemps difficile à contrôler pour les Romains

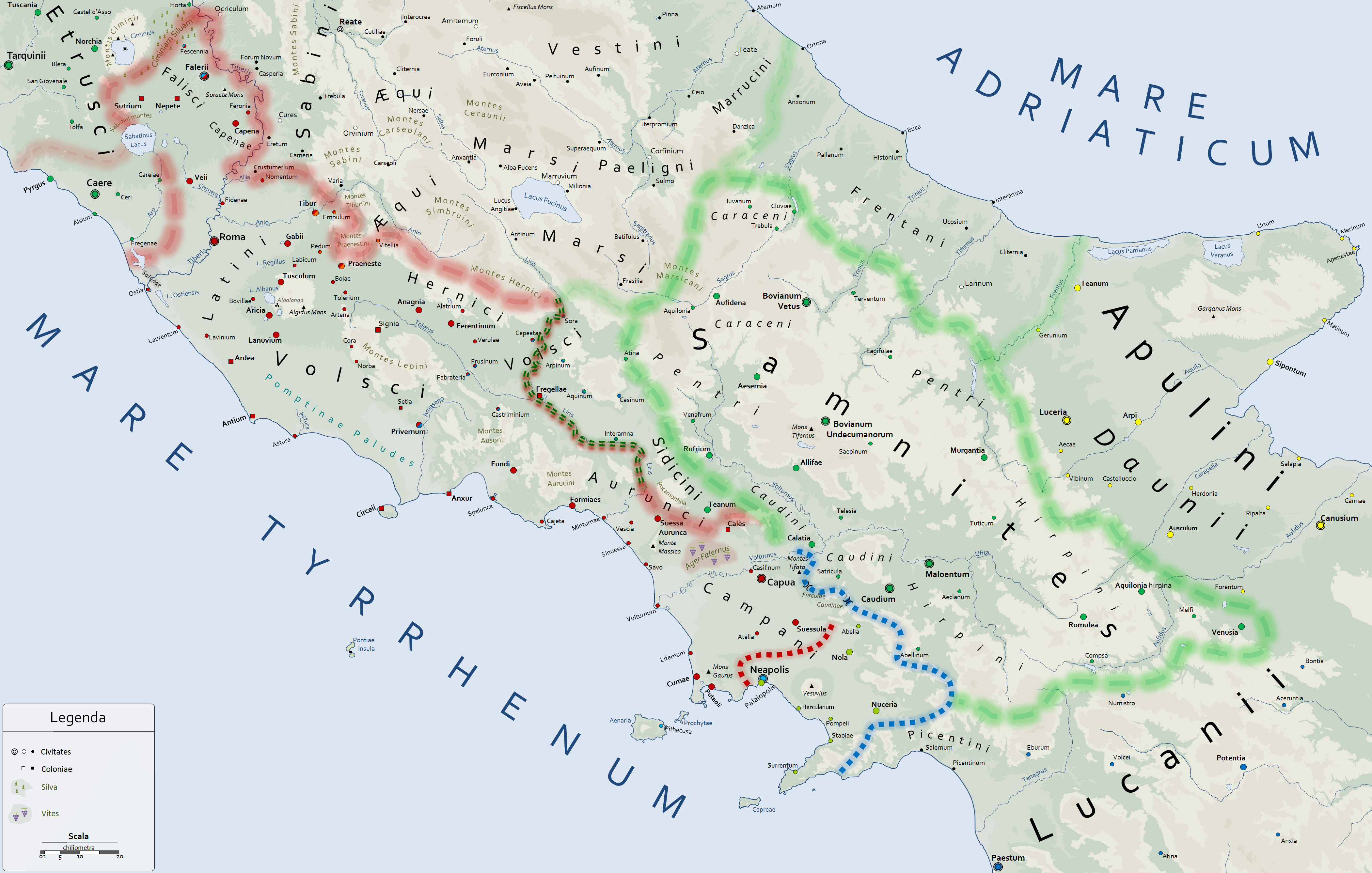
Carte du Latium, de la Campanie et du Samnium, théâtre de la deuxième guerre samnite.

Le Samnium représenta rapidement un enjeu majeur pour la puissance romaine. Dès que cette dernière commença son extension, le contrôle de cette marge montagneuse devint une nécessité d'autant plus forte que le Samnium était une étape indispensable pour qui voulait se rendre vers l'Italie du sud et les puissantes cités de Grande-Grèce.

En 354 av.J.-C., la frontière est fixée avec les Romains sur la Rivière Liri. La première guerre samnite mit fin au traité. Dès lors l'affrontement fut particulièrement long et difficile pour Rome : il fallut plus de cinquante ans à Rome pour soumettre les habitants du Samnium au fil de trois longues guerres. En 290, la victoire de Rome fut assurée et les Samnites soumis. La région conserva cependant un particularisme fort, mais les vaillants Samnites pouvaient désormais être employés dans les armées romaines et devaient verser un tribut. 
S'il fut cause d'inquiétude, le passage d'Hannibal en Italie ne remit pas finalement en cause le contrôle du Samnium par Rome. La région n'en restait pas moins attachée à ses traditions.

## Le cœur de laGuerre sociale

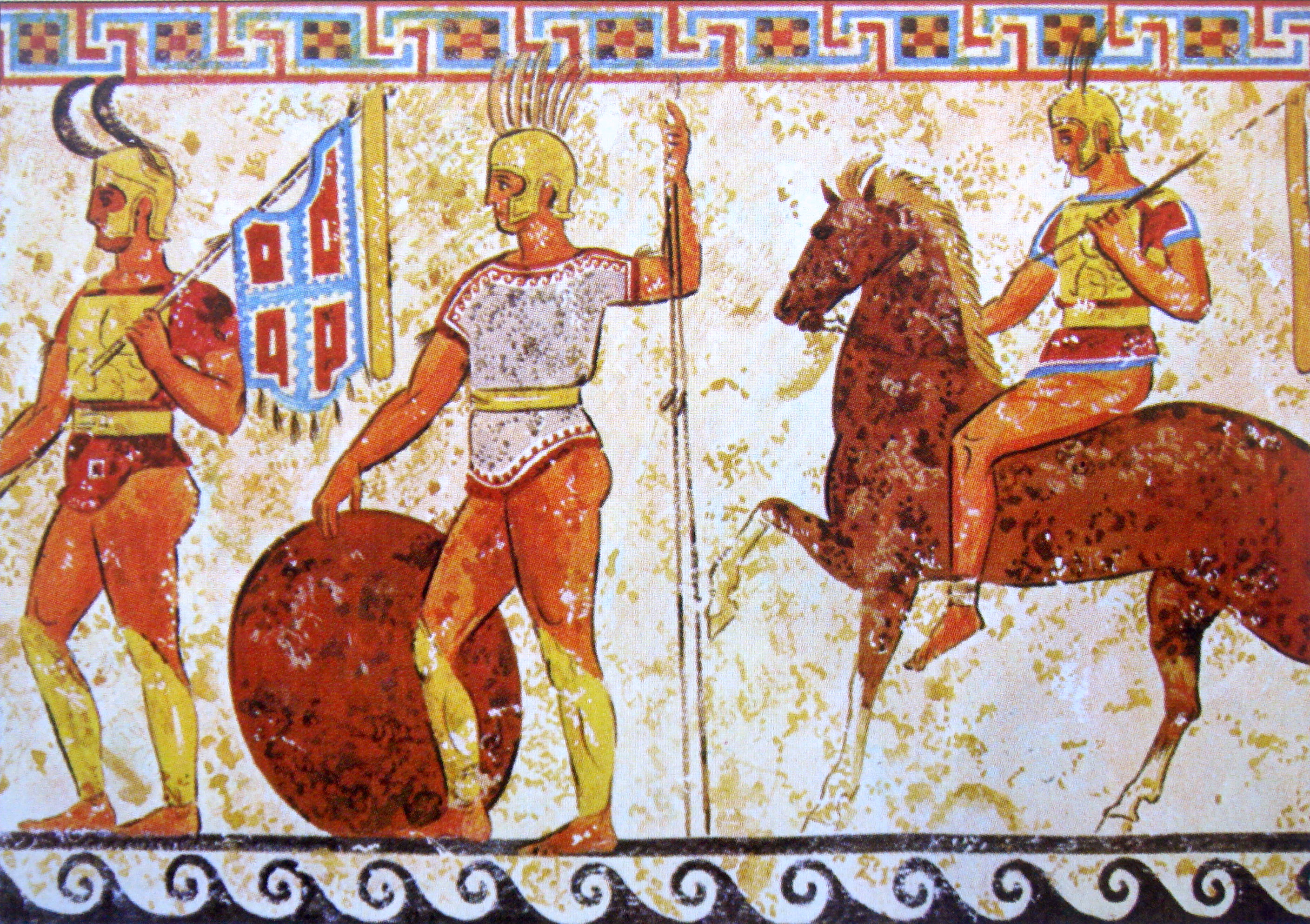
Soldats samnites, d'après une frise décorant un tombeau à Paestum en Lucanie,

Ces traditions locales, la fierté des habitants du massif, et leur capacité d'opposition réappararut brusquement lors de la Guerre sociale. Au début du Ier siècle avant notre ère les exigences de Rome envers ses alliés (socii) italiens se firent plus difficiles à supporter et Rome refusait toute proposition d'ouverture ou de plus grande intégration envers ces alliés.
 Excédés, ceux-ci se révoltèrent et entrèrent en guerre, organisant une éphémère union politique des Italiens centrée sur le Samnium. Rome réprima durement ces soulèvements, une guerre civile ravagea alors l'Italie de 90 à 88 av. J.-C. dont les conséquences se firent encore sentir lors de la guerre civile contre Lucius Cornelius Sylla en 82. Des villes furent détruites et réduites à l'état de villages, mais finalement les Italiens défaits militairement eurent gain de cause et purent devenir citoyens romains de plein droit. Le Samnium devint une partie d'une Italie antique unifiée dans la citoyenneté romaine. Peu à peu ses particularités culturelles s'effacèrent et la région se romanisa fortement.

## Une région d'élevage
En raison de son caractère montagneux, le Samnium se consacrait à l'élevage. Ainsi, sous la République, le Samnium était astreint à la livraison de porcs. Sous l'empire, un document épigraphique de Saepinum, daté du règne de Marc Aurèle témoigne des pratiques de transhumances des moutons, des débordements qu'elles pouvaient occasionner et de leur contrôle par les fonctionnaires de l'empereur.